# حشيشة القزاز

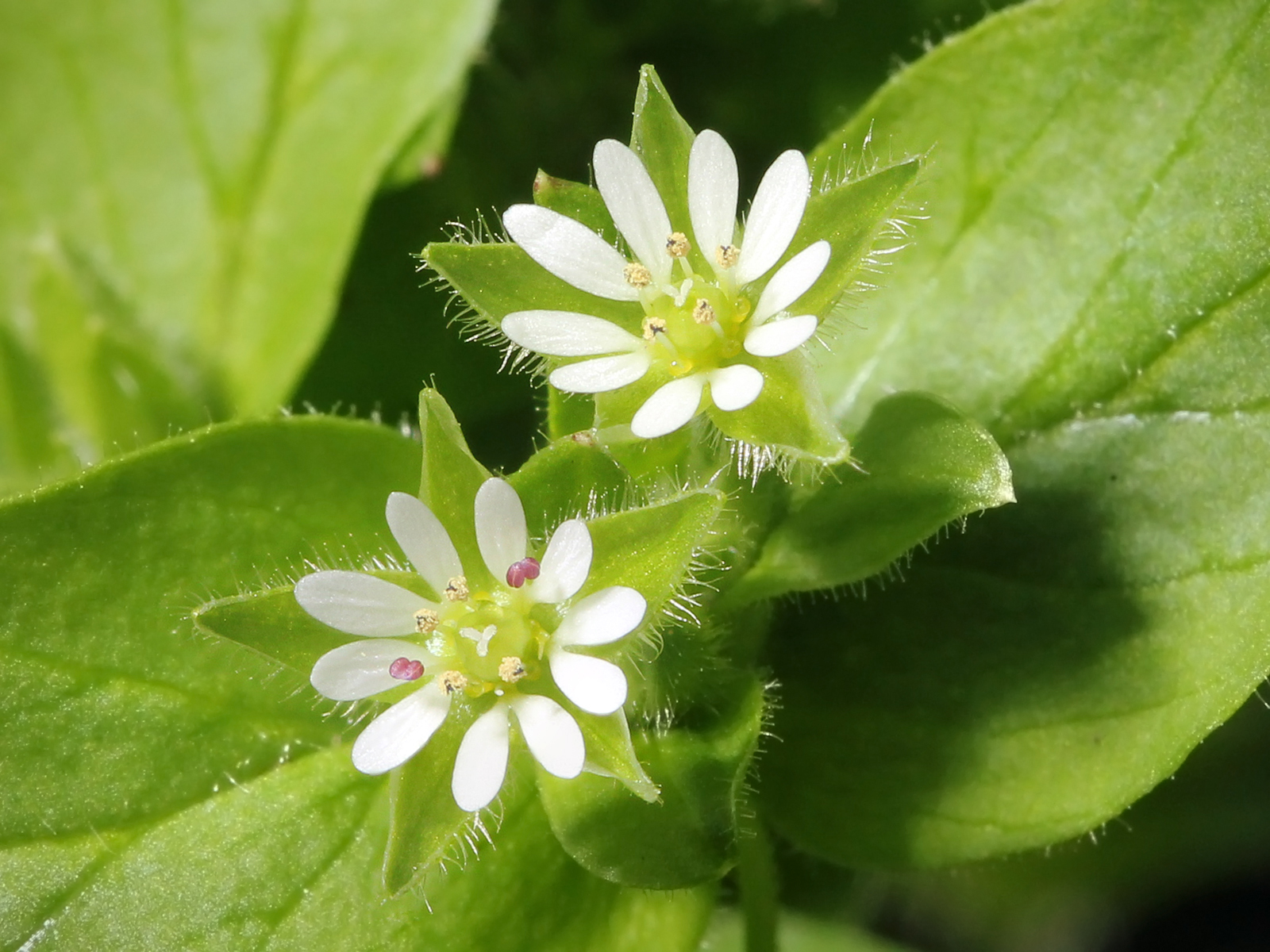

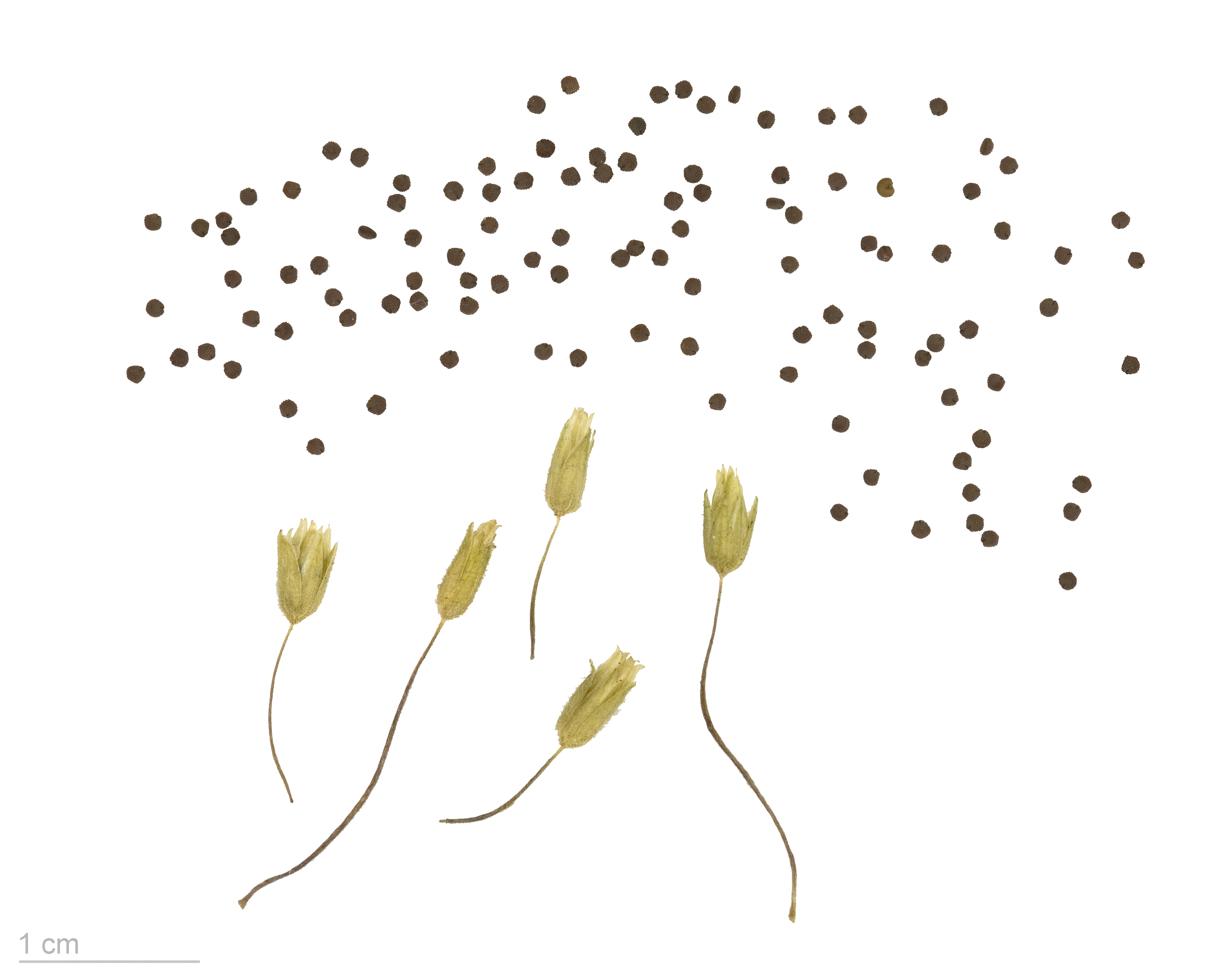
Stellaria media

سلمى وسطى أو حشيشة القزَاز أو عشبة الطيور أو نجمية أو زهر نجم أو فيللار أو أذان الفأر هو نبات ينتمي إلى الفصيلة القرنفلية ينبت هذا النبات في الأماكن الرطبة وجوانب الغابات، ويمكن ان تبذر بسرعة في التربة المحروثة، ويزهر خلال جميع أشهر السنة.

## استعمالها الطبي
يستعمل عصير النبتة المدقوقة أو عصيرها لتعديل حرارة الكبد، وتستعمل أيضا لاحمرار الوجه، البثور، الجرب والحكة. ويمكن ان يستعمل العصير في مكان الألم فيشفي التشنج والشلل.